# Багаберд
Багаберд (вірм. Բաղաբերդ) (Капані берд) — фортеця в Вірменії в області Сюнік, між містами Капан та Каджаран, недалеко від села Давід Бек і місця злиття річок Гехі та Вохчі. Фортеця розташована на висоті 200 метрів над рівнем річки.
Спірним питанням в історії фортеці є дата її заснування і рання історія. Найчастіше, фортеця датується III—IV століттям. Степанос Орбелян вважав, що фортеця існувала в 350 році і використовувалася Аршаком II у війні проти Шапура II.
З 1103 р. після руйнування Капана була столицею Сюнікського царства.
Фортеця впала в 1170 р., скарби були розграбовані сельджуками, більше 10000 рукописів було знищено. Ця подія вважається датою падіння Сюнікського царства. 